# Slaget vid Kiev (1941)
Första slaget vid Kiev var det tyska namnet för operationen som resulterade i en stor inringning av sovjetiska trupper i närheten av Kiev under andra världskriget. Det anses vara den största inringningen av trupper i historien. Operationen pågick från den 7 augusti till den 26 september 1941 som en del av Operation Barbarossa, Axelmakternas invasionen av Sovjetunionen. I sovjetisk militärhistoria kallas det för Kievs försvarsoperation (ryska: Киевская оборонительная операция).
Nästan hela Sydvästfronten av Röda armén blev omringad, och tyskarna hävdar att de tillfångatog 665 000 sovjetiska soldater. Men Kievs inringning var inte komplett, och små röda armégrupper lyckades fly efter de delade tyska trupperna mötte varandra öster om staden, samt vid marskalk Semjon Budjonnyjs, marskalk Semjon Timosjenkos och kommissarie Nikita Chrusjtjovs högkvarter. Befälhavaren för Sydvästfronten—Mikhail Kirponos—fångades bakom fiendens linjer och stupade när han försökte bryta sig ut.
Katastrofen vid Kiev var ett aldrig tidigare skådat nederlag för Röda armén, som t.o.m. överstiger katastrofen vid Minsk under juni-juli 1941. Den 1 september bestod sydvästfronten av 752-760 000 soldater (850 000 inklusive reserver och servicepersonal), 3 923 kanoner och granatkastare, 114 stridsvagnar och 167 stridsflygplan. Under inringningen fångades 452 700 soldater, 2 642 kanoner och granatkastare och 64 stridsvagnar, varav knappt 15 000 rymde från inringningen tills 2 oktober. Totalt drabbades sydvästfronten av 700 544 förluster, däribland 616 304 döda, tillfångatagna eller förlorade under det månadslånga slaget om Kiev. Som ett resultat blev fem sovjetiska fältarméer (5:e, 37:e, 26:e, 21:a och den 38:e), som bestod av 43 divisioner, praktiskt taget helt utslagna. Den 40:e armén blev också hårt drabbad. Precis som västfronten innan det behövde sydvästfronten återskapas nästan helt från grunden.